# Brejo Santo
Pour les articles homonymes, voir Brejo.
Brejo Santo est une municipalité brésilienne de l'État du Ceará.